# Miia Kivipelto
Miia Kivipelto, född 6 november 1973 i Alajärvi, Finland, är en finländsk professor och neurolog.

## Biografi
Kivipelto studerade medicin vid universitetet i Kuopio och specialiserade sig på geriatrik. Hon tog doktorsexamen 2002, efter att ha disputerat på en avhandling om vaskulära riskfaktorer vid Alzheimers sjukdom, varefter hon fortsatte sin forskarutbildning på Karolinska Institutet i Stockholm.
Kivipelto utnämndes den 1 oktober 2011 till professor i klinisk geriatrisk epidemiologi vid Karolinska Institutet i Stockholm. Hon var före detta professor vid Östra Finlands universitet. Hennes forskning är inriktad på åldersrelaterade sjukdomar såsom demens och andra minnesstörningar.
Kivipelto är medförfattare till mer än 330 vetenskapliga artiklar, och hennes publicering har (2023) ett h-index på 73.

## Utmärkelser
- 2016 – Metllife Foundation Award, för "exceptionella vetenskapliga bidrag till forskningen, som hjälper oss att komma närmare att kunna bota Alzheimers sjukdom och liknande demenssjukdomar".[10]

- 2020 – Ryman prize för "more than 20 years of research into the prevention, diagnosis and treatment of cognitive impairment, Alzheimer’s Disease and dementia".[11]